# Fantastisk Filmfestival

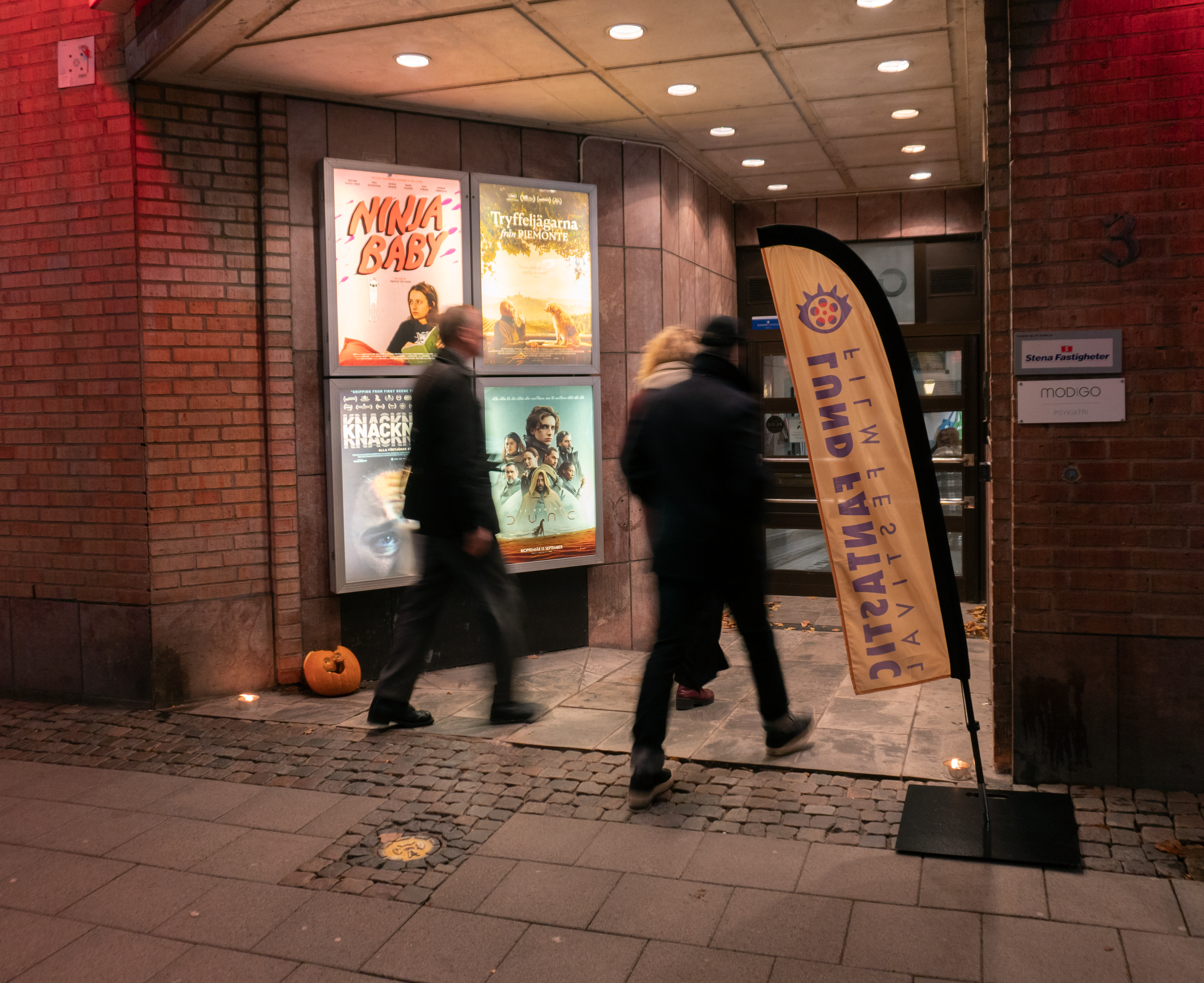

Fantastisk Filmfestival eller Lund International Fantastic Film Festival (förkortas FFF eller LIFFF) är en årlig filmfestival i Lund främst inriktad på fantasy, science fiction och skräck. FFF är Skandinaviens största festival för fantastisk film/genrefilm.

## Platser och visningar
Festivalkontoret och biljettkassorna finns i Lunds stadshall och flertalet visningar under huvudfestivalveckan i oktober, och de förhandsvisningar som anordnas resten av året, äger rum i centrala Lund, främst på biograferna Kino och Filmstaden. Ibland har också visningar skett i Malmö, då på biografen Spegeln. och i samarbete med Nordisk Panorama på Far i Hatten i Folkets Park. Tidvis har festivalen också haft samarbeten med andra kringliggande orter. Förutom själva festivalen, anordnas under övriga året bland annat förhandsvisningar, filmquiz och tävlingar.
På grund av covid19-pandemin var 2020 års festival en hybridfestival där en del av visningarna skedde online.

## Internationellt
Festivalen grundades 1995 av bland annat Magnus Paulsson, Johan Dernelius och Pidde Andersson. Där visas filmer från hela världen. Under 2020 visades till exempel filmer (inklusive kortfilmer) från 29 länder i Europa, Asien, Syd- och Nordamerika samt Oceanien.

## Priser
Priser som delas ut vid festivalen är Silvermelièsen, The Siren Award, samt Publikens pris.
Fantastisk Filmfestival är sedan 2001 med i nätverket European Fantastic Film Festivals Federation. Tillsammans med EFFFF anordnar Fantastisk Filmfestival Mélièstävlingen. Varje festival delar ut en Silvermeliès till bästa europeiska lång- respektive kortfilm. Från de vinnande filmerna utses sedan en film som får motta Guldmelièsen.
The Siren Award delas ut till bästa internationella långfilm.
Publikens pris delas till bästa långfilm och bästa kortfilm.

## Gäster

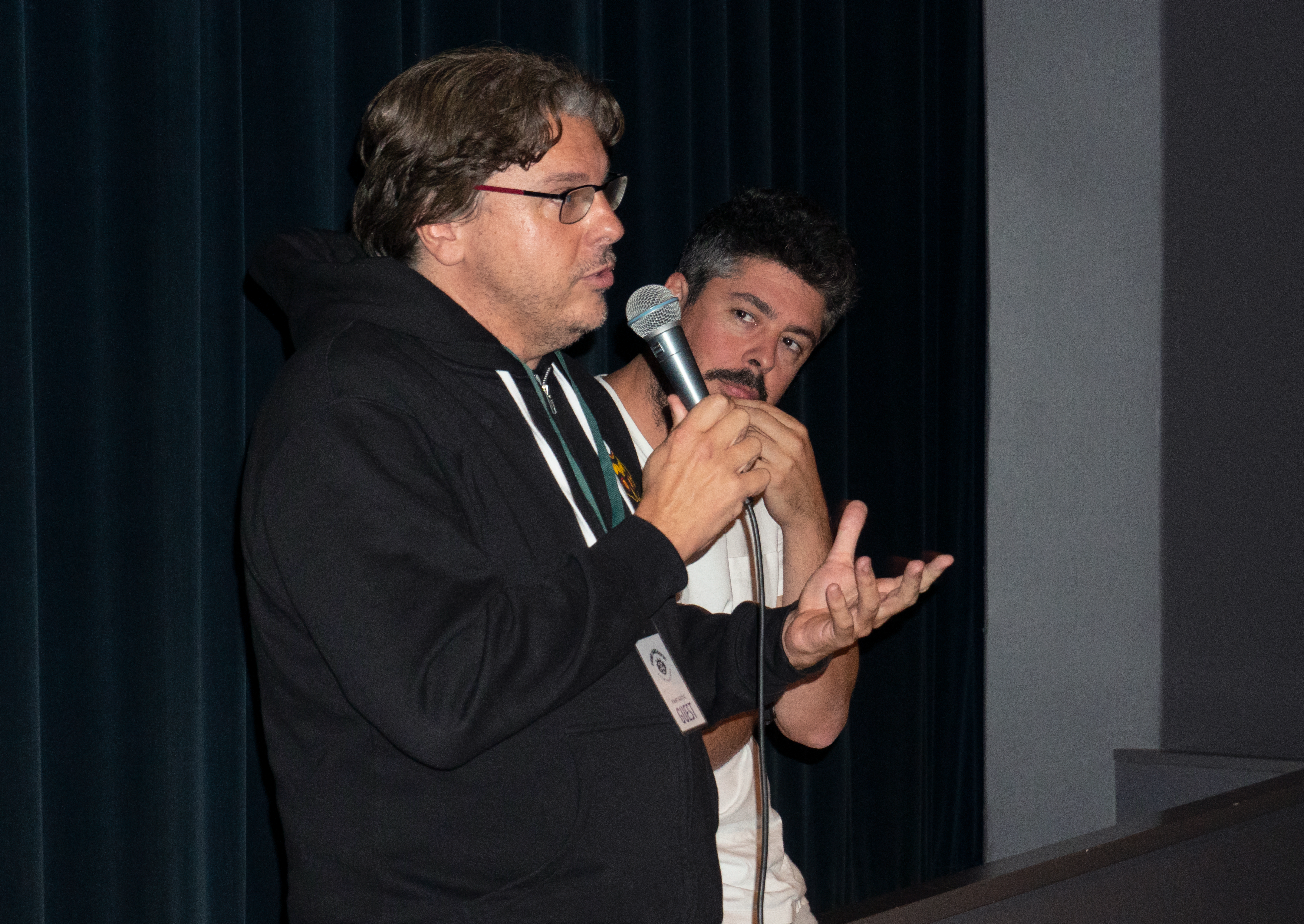
Regissörerna Raúl Cerezo (vänster) och Fernando González Gómez (höger) efter en visning av deras film The Passenger under festivalen 2022.

Fantastisk Filmfestival bjuder varje år in ett antal av de filmskapare vars verk visas på festivalen. Dessa håller ofta i Q&A-sessions i anslutning till sina filmer. Några av de filmskapare och skådespelare som har gästat festivalen är Peter Greenaway, Terry Gilliam, Neil Gaiman, Corey Feldman, Alain Robbe-Grillet, Jennifer Ulrich, Marc Caro, Alexandre Aja och George Romero.

## Historik
FFF började 1992 som filmklubben Cinemacabre i kulturhuset Mejeriet i Lund. Initiativtagarna var bland annat de bägge filmarna Magnus Paulsson och Johan Dernelius som en gång i veckan visade skräck- splatter- och annan genrefilm i en tillfälligt uppbyggd biograf. Uppspelning gjordes genom en laser DVD, på en filmduk. Efter några år bestämde man sig att starta en filmfestival. 1995 startades filmfestivalen i både Lund och Malmö. I Malmö var de fasta biograferna Bio Panora och Victoriateatern. Efter några år beslutade man sig för att enbart satsa på Lund och därmed lade man till "Lund" i namnet.

## Källhänvisningar
1. ↑  ”Program”. Fantastisk Filmfestival. Arkiverad från originalet den 4 mars 2016. https://web.archive.org/web/20160304220556/http://www.fff.se/program/#. Läst 14 september 2015.
2. ↑  ”Festival 2019” (på amerikansk engelska). Nordisk Panorama. https://nordiskpanorama.com/en/festival/about/festival-archive/festival-2019/. Läst 2 augusti 2021.
3. ↑  ”Lund Fantastic Film Festival 2019 Announces First 25th Anniversary Events - Fantastisk Filmfestival”. www.fff.se. Arkiverad från originalet den 2 augusti 2021. https://web.archive.org/web/20210802092757/https://www.fff.se/news/2019/08/lund-fantastic-film-festival-2019-announces-first-25th-anniversary-events/. Läst 2 augusti 2021.
4. ↑  ”Lund Fantastic Film Festival 2020 Reveals Poster and Announces Hybrid Edition - Fantastisk Filmfestival”. www.fff.se. Arkiverad från originalet den 2 augusti 2021. https://web.archive.org/web/20210802092755/https://www.fff.se/news/2020/08/lund-fantastic-film-festival-2020-reveals-poster-and-announces-hybrid-edition/. Läst 2 augusti 2021.
5. ↑  "Fantastisk Filmarkiv". Fff.se. Läst 27 januari 2015.
6. ↑  Malmberg, Johan/TT Spektra (2005-01-18): "Deras manga gör entré i Buster". HD.se. Läst 27 januari 2015.
7. ↑  ”Films A-Z - Fantastisk Filmfestival”. www.fff.se. Arkiverad från originalet den 2 augusti 2021. https://web.archive.org/web/20210802092755/https://www.fff.se/films_a-z/. Läst 2 augusti 2021.
8. ↑  ”Turbo Kid inviger festivalens Malmödel”. Fantastisk Filmfestival. Arkiverad från originalet den 4 mars 2016. https://web.archive.org/web/20160304215740/http://www.fff.se/artiklar/2015/09/turbo-kid-inviger-festivalens-malmodel/. Läst 14 september 2015.